# FNCエンターテインメント
FNCエンターテインメント（朝: 에프엔씨 엔터테인먼트、英: FNC ENTERTAINMENT）は、韓国の芸能プロダクションである。AOA、SF9、Cherry Bullet、P1Harmony、Ampers&oneなどが在籍しており、またFTISLAND、CNBLUEなどのバンド形式の音楽グループを多く輩出してきた。
独自の芸能養成所はFNCアカデミー（朝: 에프엔씨 아카데미、英: FNC ACADEMY）と呼ばれる。

## 沿革
- 2006年12月14日 - ハン・ソンホが「フィッシュアンドケーキ・ミュージック（FNCミュージック）」を設立
- 2007年6月7日 - 5人組男性ロックバンド「FTISLAND」デビュー
- 2010年1月14日 - 4人組男性ロックバンド「CNBLUE」デビュー
- 2011年2月24日 - 日本法人「FNCミュージック・ジャパン」を設立[3]
- 2011年11月30日 - 男性ボーカルデュオ「M Signal」デビュー
- 2012年 - 「FNCエンターテインメント」へ社名変更[3]
- 2012年7月30日 - 8人組女性アイドルグループ「AOA」デビュー
- 2013年 - 中国法人「FNCエンターテインメント・チャイナ」を設立[3]
- 2013年10月1日 - 4人組男性ロックバンド「N.Flying」デビュー
- 2014年 - 日本武道館にて『FNC KINGDOM IN JAPAN』を開催[3]
- 2015年 - 『2015 FNC KINGDOM IN SEOUL, HONGKONG』を開催[3]
- 2016年10月5日 - 9人組男性アイドルグループ「SF9」デビュー
- 2016年 - Suning Universal Mediaとの合同ジョイントベンチャー企業「上海紅熠文化伝播」を設立[3]
- 2017年5月17日 - 4人組男性ロックバンド「HONEYST」デビュー
- 2018年 - 日本法人を「FNCエンターテインメント・ジャパン」へ社名変更[3]
- 2019年1月21日 - 10人組女性アイドルグループ「Cherry Bullet」デビュー
- 2020年10月28日 - 6人組男性アイドルグループ「P1Harmony」デビュー
- 2022年5月4日 - FNCエンターテインメント・ジャパンより5人組女性アイドルグループ「PRIKIL」デビュー
- 2023年6月26日 - FNCエンターテインメント・ジャパンより5人組男性ロックバンド「Hi-Fi Un!corn」デビュー
- 2023年11月15日 - 7人組男性アイドルグループ「AMPERS&ONE」デビュー

## 所属

### 音楽グループ
- FTISLAND（2007年 - ）
- CNBLUE（2010年 - ）
- AOA（2012年 - ）
- N.Flying（2013年 - ）
- SF9（2016年 - ）
- P1Harmony（2020年 - ）
- PRIKIL（2022年 - ） - FNCエンターテインメント・ジャパン所属。
- Ampers&one (2023年 - )
- Hi-Fi Un!corn（2023年 - ）- FNCエンターテインメント・ジャパン所属。

### ソロ歌手
- イ・ホンギ（FTISLAND）
- ジョン・ヨンファ（CNBLUE）
- イ・スンヒョプ（N.Flying）
- InnoVator
- Allysee

### 役者
- チョン・ヘイン
- イ・ドンゴン
- チョン・ジニョン
- クァク・ドンヨン
- チョン・ユジン
- チョ・ジェユン
- チョンウ
- パク・グァンヒョン
- キム・ソヨン
- イム・ヒョンス
- ソンヒョク
- イ・ヘウ

### その他
- キム・アユン
- キム・ヨンマン
- ノ・ホンチョル
- ムン・セユン
- 文智愛（ムン・ジエ）
- ユ・ジェソク
- ユ・ジェピル
- イ・グクジュ
- 李亨沢（イ・ヒョンテク）
- チョン・ヒョンドン
- ジョ・オジョン
- チェ・ソンミン
- ロウン

## 過去所属

### 音楽グループ
- M Signal（2011年 - 不明）
- HONEYST（2017年 - 2019年）
- Cherry Bullet (2019年╶ 2024年)
  - 加藤心 (2019年) - 2024年にME:Iのメンバーとして再デビュー。

### ソロ歌手
- JUNIEL（2012 - 2016年）

### 練習生
- 鶴房汐恩 - JO1のメンバー